# Pfohren
Pfohren ist ein Dorf in Deutschland in Baden-Württemberg, gelegen im Schwarzwald-Baar-Kreis und heute Stadtteil der Großen Kreisstadt Donaueschingen. Der Ort zählt etwa 1.600 Einwohner.

## Geographie

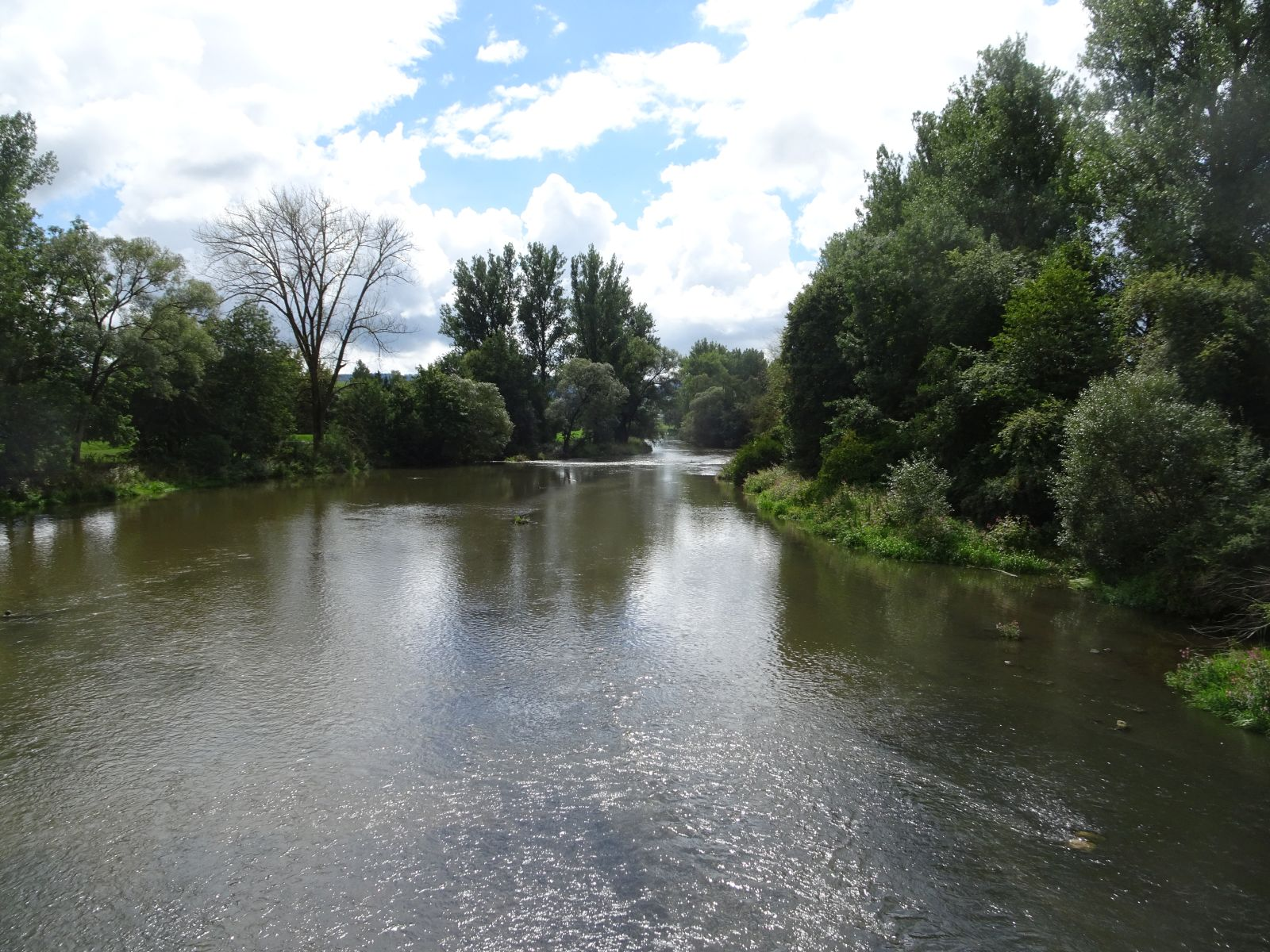
Donau

Pfohren ist geographisch flussabwärts von Donaueschingen aus gesehen die erste Ortschaft an der jungen Donau nach dem Zusammenfluss der beiden Quellflüsse Brigach und Breg, dem sogenannten Donauzusammenfluss.
An die Gemarkung Pfohren grenzen die Gemarkungen folgender Ortschaften (im Uhrzeigersinn beginnend im Norden): Aasen, Oberbaldingen, Unterbaldingen, Gutmadingen, Neudingen, Sumpfohren, Hüfingen, Allmendshofen und Donaueschingen.

## Geschichte

### Vor- und Frühgeschichte
Die vom griechischen Historiker Herodot erwähnte keltische Siedlung Pyrene soll sich auf Pfohren beziehen. Damit wäre Pfohren die älteste schriftlich erwähnte Ortschaft Deutschlands. Systematische archäologische Ausgrabungen haben in Pfohren bisher noch nicht stattgefunden. Es existieren allerdings einige Streufunde aus dem Bereich der Pfohrener Gemarkung, so etwa ein keltischer Eisenbarren.

### Frühmittelalter
Mit sieben im Stiftsarchiv St. Gallen überlieferten Urkunden ist Pfohren der für die Karolingerzeit am besten dokumentierte Ort der gesamten Baar. Seine erste urkundliche Erwähnung fand Pfohren am 4. Juni 817 als Forrun in einem Diplom Kaiser Ludwigs des Frommen. Pfohren war der namengebende Vorort einer Urmark. Die alte St. Michaelskirche, heutiges Patrozinium ist Johannes der Täufer, zählt zu den Urkirchen der Baar.

### Weimarer Republik und Zeit des Nationalsozialismus
1932 wurde in Pfohren von der Abteilung 2/263 „Heinrich von Fürstenberg“ ein Lager des Reichsarbeitsdienstes zur Riedentwässerung gegründet. Nach kurzer Zwischenstation in Donaueschingen wurde dieses Arbeitslager schließlich 1935 komplett nach Hüfingen verlagert.

### Eingemeindung
Am 1. Januar 1972 wurde Pfohren in die Stadt Donaueschingen eingegliedert. Die Fläche der ehemaligen Gemeinde betrug 15,69 km². Seither bildet die Gemarkung der ehemaligen Gemeinde eine Ortschaft mit Ortschaftsrat unter Vorsitz eines Ortsvorstehers nach der Gemeindeordnung von Baden-Württemberg (§ 68 bis 71.).

## Wappen
Der Wappenschild zeigt zwei schräggekreuzte silberne Jagdspeere überlagert von einem goldbeschlagenen silbernen Jagdhorn auf rotem Grund, umgeben von einem blau-silbernen Wolkenfeh. Der Wolkenfeh verweist auf die jahrhundertelange Ortsherrschaft der Grafen und späteren Fürsten von Fürstenberg, die Jagdattribute stehen symbolisch für das örtliche fürstenbergische Jagdschloss, die Entenburg.

## Politik

### Liste der Vögte
- 1496: Konrad Kuttler[17]
- 1509: Michael Fritschi
- 1552–1585: Hans Fritschi
- 1587: Jacob Münzer
- 1648: Jacob Fritschi
- 1663: Ottmar Engesser
- 1668–1685: Jacob Fritschi
- 1700–1715: Jacob Engesser
- 1735: Gottlieb Engesser
- 1742: Joseph Hirt
- 1749: Christian Grieshaber
- 1757: Hans Höfler
- 1758: Christian Grieshaber
- 1768: Johannes Höfler
- 1774–1797: Johann Georg Seyfried
- 1798: Othmar Engesser
- 1809: Johann Fehrenbacher
- 1830–1831: Johann Engesser

### Liste der Bürgermeister
- um 1832: Josef Betz[18]
- 1838–1848: Joseph Wiehl
- 1848–1849: Johann Bausch
- 1849–1852: Joseph Scherer
- 1852–1864: Joseph Wiehl
- 1865–1868: Adolf Welte
- 1868–1883: Karl Hasenfratz
- 1883–1913: Matthä Wolf
- 1913–1923: Heinrich Ohnmacht
- 1923–1933: Xaver Wolf
- 1933–1936: Martin Reichmann
- 1936–1941: Franz Straub
- 1941–1945: Hermann Engesser
- 1945: Siegfried Sigg
- 1945–1963: Franz Josef Engesser
- 1963–1971: Karl Ohnmacht

### Liste der Ortsvorsteher
- 1972–1989: Karl Ohnmacht[18]
- 1990: Franz Scherer
- 1991–2014: Gottfried Vetter[19]
- seit 2014: Gerhard Feucht

## Sagen

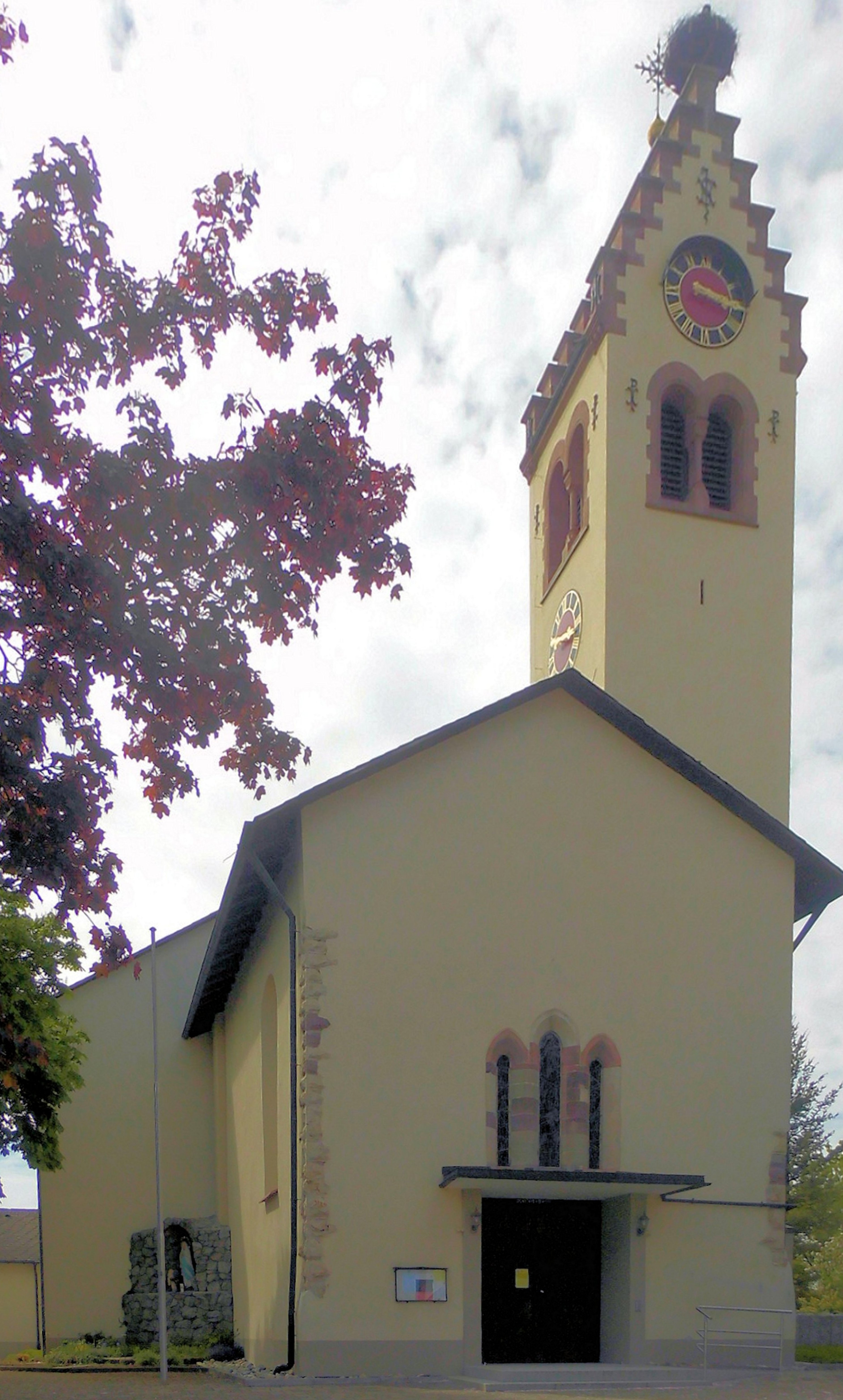
Kirche St. Johannes der Täufer in Pfohren

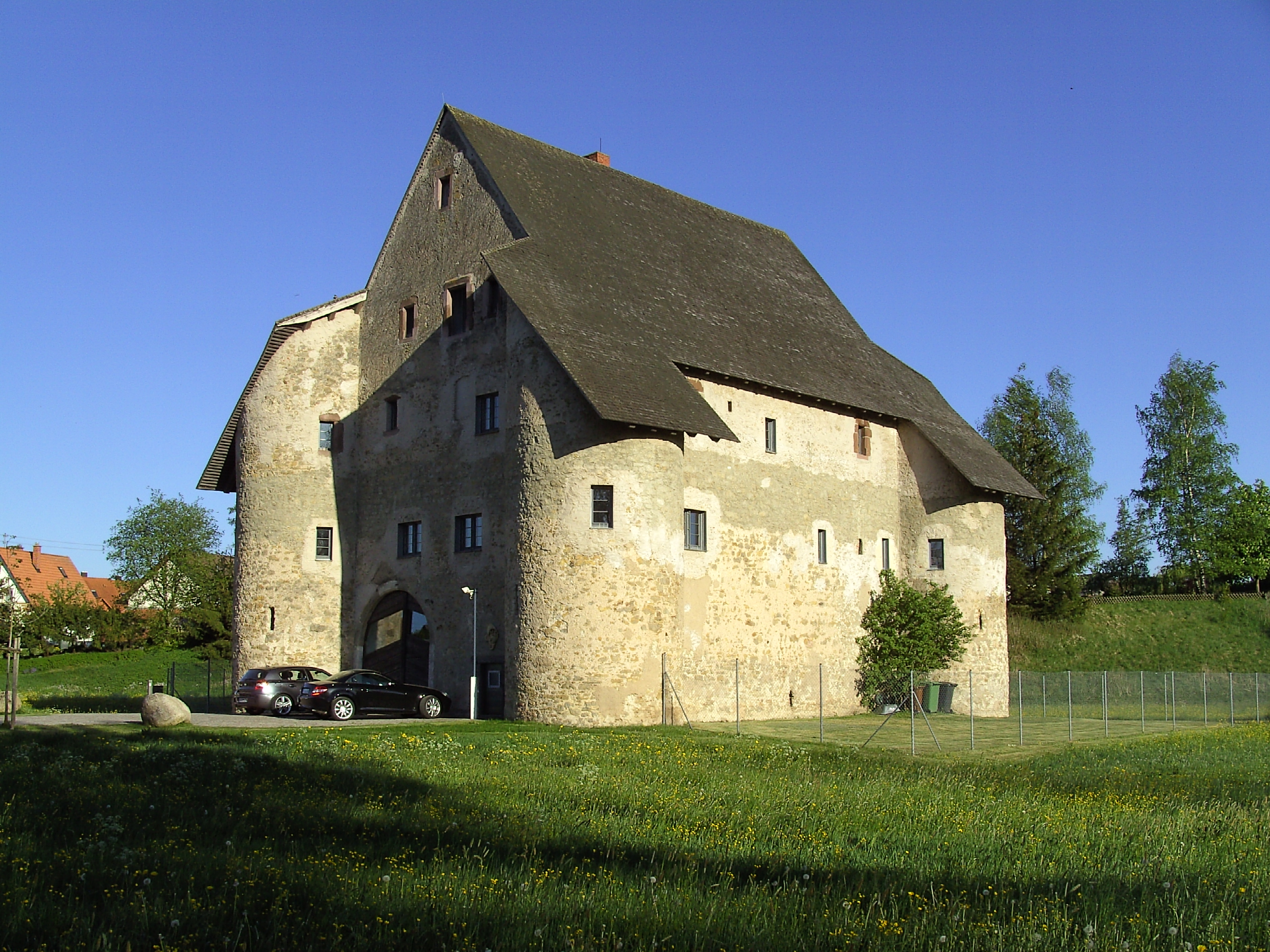
Die Entenburg

Rund um die Burg Entenburg rankt sich die Sage, dass in ihren Mauern der Geist des angeblich im Pfohrener Ried erstickten Kaisers Karl III. als sogenannter ‚Schnufer‘ spuke.

## Verkehr
In Pfohren gab es schon früh eine Poststation für die Teilstrecken der Postrouten Hausach–Hornberg–Krummenschiltach–Villingen–Donaueschingen–Pfohren – Geisingen–Tuttlingen und Neustadt–Unadingen–Donaueschingen–Pfohren–Geisingen–Tuttlingen.

## Persönlichkeiten

### Söhne und Töchter des Ortes
- Joseph Weißhaar (1814–1870), Gastwirt, Politiker und Anführer einer badischen Freischaartruppe
- Martin Reichmann (1907–2000), Politiker

### Persönlichkeiten, die vor Ort gewirkt haben
- Hermann Dischler (1866–1935), Maler, lebte und malte 1896 in Pfohren